# Mittelmeerspiele 2018/Ringen
Die Wettbewerbe im Ringen der Mittelmeerspiele 2018 fanden vom 24. bis zum 27. Juni 2018 im Vila-seca Pavilion in Vila-seca, Spanien statt.

## Ergebnisse Männer

### Freistil

#### Bis 65 kg
| Platz | Athlet                   | Land |
| ----- | ------------------------ | ---- |
| 1     | Selahattin Kılıçsallayan | TUR  |
| 2     | David Habat              | SLO  |
| 3     | Stevan Mićić             | SRB  |
| 3     | Ilman Mukhatarov         | FRA  |

Finale: 26. Juni 2018

#### Bis 74 kg
| Platz | Athlet         | Land |
| ----- | -------------- | ---- |
| 1     | Frank Chamizo  | ITA  |
| 2     | Samy Moustafa  | EGY  |
| 3     | Dejan Mitrov   | MKD  |
| 3     | Muhammet Demir | TUR  |

Finale: 26. Juni 2018

#### Bis 86 kg
| Platz | Athlet         | Land |
| ----- | -------------- | ---- |
| 1     | Ahmet Bilici   | TUR  |
| 2     | Akhmed Aibuev  | FRA  |
| 3     | Teimuraz Friev | ESP  |

Finale: 26. Juni 2018

#### Bis 97 kg
| Platz | Athlet             | Land |
| ----- | ------------------ | ---- |
| 1     | Magomedgadji Nurov | MKD  |
| 2     | Simone Iannattoni  | ITA  |
| 3     | Hosam Merghany     | EGY  |
| 3     | Yunus Emre Dede    | TUR  |

Finale: 26. Juni 2018

### Griechisch-Römisch

#### Bis 60 kg
| Platz | Athlet          | Land |
| ----- | --------------- | ---- |
| 1     | Haitham Mahmoud | EGY  |
| 2     | Elcin Ali       | TUR  |
| 3     | Ivan Lizatović  | CRO  |
| 3     | Léo Tudezca     | FRA  |

Finale: 25. Juni 2018

#### Bis 67 kg
| Platz | Athlet                   | Land |
| ----- | ------------------------ | ---- |
| 1     | Yasin Ozay               | FRA  |
| 2     | Mohamed Ibrahim El-Sayed | EGY  |
| 3     | Murat Fırat              | TUR  |
| 3     | Abdelkarim Alhasan       | SYR  |

Finale: 25. Juni 2018

#### Bis 77 kg
| Platz | Athlet           | Land |
| ----- | ---------------- | ---- |
| 1     | Yunus Emre Başar | TUR  |
| 2     | Davor Štefanek   | SRB  |
| 3     | Artak Margaryan  | FRA  |
| 3     | Božo Starčević   | CRO  |

Finale: 25. Juni 2018

#### Bis 87 kg
| Platz | Athlet               | Land |
| ----- | -------------------- | ---- |
| 1     | Metehan Başar        | TUR  |
| 2     | Bachir Sidazara      | ALG  |
| 3     | Vladimir Stankić     | SRB  |
| 3     | Dimitrios Tsekeridis | GRE  |

Finale: 25. Juni 2018

#### Bis 97 kg
| Platz | Athlet           | Land |
| ----- | ---------------- | ---- |
| 1     | Mélonin Noumonvi | FRA  |
| 2     | Adem Boudjemline | ALG  |
| 3     | Ahmed Hassan Aly | EGY  |
| 3     | Mihail Kajaia    | SRB  |

Finale: 25. Juni 2018

## Ergebnisse Frauen

### Freistil

#### Bis 50 kg
| Platz | Athlet          | Land |
| ----- | --------------- | ---- |
| 1     | Evin Demirhan   | TUR  |
| 2     | Julie Sabatié   | FRA  |
| 3     | Aintzane Gorria | ESP  |

Finale: 27. Juni 2018

#### Bis 53 kg
| Platz | Athlet            | Land |
| ----- | ----------------- | ---- |
| 1     | Maria Prevolaraki | GRE  |
| 2     | Aysun Erge        | TUR  |
| 3     | Hilary Honorine   | FRA  |

Finale: 27. Juni 2018

#### Bis 57 kg
| Platz | Athlet           | Land |
| ----- | ---------------- | ---- |
| 1     | Bediha Gün       | TUR  |
| 2     | Carola Rainero   | ITA  |
| 3     | Graciela Sánchez | ESP  |

Finale: 27. Juni 2018

#### Bis 62 kg
| Platz | Athlet               | Land |
| ----- | -------------------- | ---- |
| 1     | Elif Jale Yeşilırmak | TUR  |
| 2     | Marwa Amri           | TUN  |
| 3     | Sara Da Col          | ITA  |

Finale: 27. Juni 2018

#### Bis 68 kg
| Platz | Athlet       | Land |
| ----- | ------------ | ---- |
| 1     | Buse Tosun   | TUR  |
| 2     | Dalma Caneva | ITA  |
| 3     | Samar Hamza  | EGY  |

Finale: 27. Juni 2018

## Medaillenspiegel
| Platz | Land           | Gold | Silber | Bronze | Gesamt |
| ----- | -------------- | ---- | ------ | ------ | ------ |
| 01    | Türkei         | 8    | 2      | 3      | 13     |
| 02    | Frankreich     | 2    | 2      | 4      | 8      |
| 03    | Italien        | 1    | 3      | 1      | 5      |
| 04    | Ägypten        | 1    | 2      | 3      | 6      |
| 05    | Griechenland   | 1    | —      | 1      | 2      |
| 0     | Nordmazedonien | 1    | —      | 1      | 2      |
| 07    | Algerien       | —    | 2      | —      | 2      |
| 08    | Serbien        | —    | 1      | 3      | 4      |
| 09    | Slowenien      | —    | 1      | —      | 1      |
| 0     | Tunesien       | —    | 1      | —      | 1      |
| 11    | Spanien        | —    | —      | 3      | 3      |
| 12    | Kroatien       | —    | —      | 2      | 2      |
| 13    | Syrien         | —    | —      | 1      | 1      |
| Total | Total          | 14   | 14     | 22     | 50     |